# Neimenggucossus normalis
Neimenggucossus normalis (лат.) — ископаемый вид цикадовых полужесткокрылых насекомых рода Neimenggucossus (семейство Palaeontinidae). Обнаружен в юрских отложениях Китая: (Daohugou Formation, келловейский ярус, возраст около 160 млн лет).

## Описание
Среднего размера ископаемые полужесткокрылые, которые были описаны по отпечаткам, длина переднего крыла 21,2 мм, ширина 15,0 мм.
Вид Neimenggucossus normalis был впервые описан в 2007 году китайскими палеоэнтомологами Б. Ваном и Х. Чжаном (B. Wang; H. C. Zhang) вместе с видами Palaeontinodes daohugouensis, Abrocossus longus, Suljuktocossus chifengensis.
Таксон Neimenggucossus normalis включён в состав рода Neimenggucossus Wang and Zhang 2007.